# Gede Pamanahan
Kyai Gede Pamanahan fue un consejero de guerra de Hadiwijaya, fundador y soberano del reino de Pajang. El rey decidió que gracias a sus acertados consejos y su fuerza había derrotado a Arya Penangsang de Jipang, su principal enemigo, ganado una batalla importante de fecha incierta, en la década de 1540 o en la de 1550. Por ello le prometió la entrega de un señorío llamado Mataram, en torno a la moderna ciudad de Surakarta, en la región central de Java (actual Indonesia). Este territorio, de la mano de su hijo Panembahan Senopati, absorbería Pajang y se convertiría en el Reino de Mataram, potencia hegemónica de Java durante el siglo XVII.
Sin embargo, Mataram no le fue concedido debido a la intervención disuasoria de Sunan Kalijaga. Probablemente en la década de 1570, Gede Pamanahan ocupó militarmente Mataram y se autoproclamó kyai o ki. Tras su muerte, en torno al año 1584, las crónicas del Reino de Mataram escribieron que era descendiente del último soberano del imperio Majapahit, aunque probablemente se trató simplemente de legitimar su poder.
A mediados del siglo XVII el embajador de la Compañía Neerlandesa de las Indias Orientales en Java, Rijklof van Goens, escribió que el hijo de Gede Pamanaan, Panembahan Senopati, había conquistado Mataram por sus propios medios en torno a 1576. En cualquier caso existen muchos problemas historiográficos para detectar la veracidad de las fuentes. Algunos historiadores han concluido que tanto Gede Pamanahan como Panembahan Senopati son solo personajes utilizados para dotar de antigüedad y legitimidad la dinastía de Agung de Mataram, considerando que éste fue verdaderamente el fundador del reino.
| Predecesor: Creación del título | Kyai de Mataram c. 1576 - c. 1584 | Sucesor: Senopati Ingalaga |